# Primera "D"
La Primera "D" è stata per sette anni, dal 1972 al 1978, la quarta divisione del campionato uruguaiano di calcio.
Fu istituita a seguito della fusione, disposta dall'AUF al termine della stagione 1971, della Divisional Extra (fino ad allora la quarta divisione del campionato) con la Divisional Intermedia (fino ad allora la terza), creando la Tercera "C" (attuale Segunda División Amateur de Uruguay), la nuova terza divisione.
Le vincitrici della Primera "D" salivano in 'Tercera "C". Nel 1978 fu disposta la soppressione della quarta divisione.

## Albo d'oro
| Anno | Vincitore    |
| ---- | ------------ |
| 1972 | Basáñez      |
| 1973 | El Puente    |
| 1974 | Lavalleja    |
| 1975 | Villa Teresa |

| Anno | Vincitore   |
| ---- | ----------- |
| 1976 | Club Cooper |
| 1977 | Platense    |
| 1978 | Huracán     |